# Élie Fondaminsky-Bounakov
Élie Fondaminsky-Bounakov (en russe : Илья Исидорович Фондаминский-Бунаков, Ilia Issidorovitch Fondaminski-Bounakov) est le 17 février 1880 (29 février dans le calendrier grégorien) à Moscou dans une famille juive et, déporté pour des raisons ethniques, il meurt le 19 novembre 1942 à son arrivée à Auschwitz, en Pologne occupée par les nazis allemands,. À la suite de la révolution russe de 1917, il s'installe en France et se rapproche du christianisme orthodoxe sous l'influence de Marie Skobtsova en 1932, mais diffère son baptême jusque peu avant sa mort, alors qu'il est déjà détenu.

## Sa jeunesse et les révolutions russes
Il est né en 1881 dans une famille relativement aisée. Il fait ses études de philosophie en 1902 à Heidelberg en Allemagne.
En 1917, à la suite de la tentative d'instaurer le rationnement de Petrograd (aujourd’hui Saint Petersbourg qui était alors la capitale de l'empire russe depuis 1725), la révolution éclate en février. Le 2 mars 1917, le tsar Nicolas II et son épouse Alexandra Fedorovna capitulent en faveur de la jeune république de Kerenski. Cette république modérée composée pour la plupart de socio-révolutionnaires et de libéraux souhaite instaurer une république sur le modèle de la IIIe république française (1870-1940), mais elle déçoit très vite les catégories populaires tant les revendications étaient éloignées des besoins du peuple. Pendant ce temps, Élie se transforme brièvement par patriotisme en homme politique social-révolutionnaire souhaitant une révolution sociale par étapes, ou socialisme réformisme de ce qui est alors pratiqué par les pays scandinaves. Pendant cette période, le pouvoir politique est transféré à Moscou. S'ensuit une seconde révolution, dite d'octobre d’après le calendrier julien alors en vigueur, qui en Occident eut lieu en novembre. Le palais d'hiver, siège du gouvernement provisoire est pris par Lénine, fondateur quelques années plus tard de l'URSS.

## L'émigration russe
La même année, il s’installe en France à Paris où il donne des conférences littéraires et de philosophie. L'épreuve de l'exil fut une intense remise en cause qui l'amène à se questionner sur la spiritualité. Il rencontre une autre militante social-révolutionnaire, Marie Skobtsova, qui va lui servir de maître spirituelle. 
L’émigration russe est alors bien présente à Paris tout comme Nice où est installée une importante communauté russe vivant dans la pauvreté. Montparnasse est leur lieu de résidence dans Paris, ce quartier est lors le quartier de toutes les avant-gardes artistiques où la communauté russe a une place non négligeable dans l’apport culturel à la société française. En effet, au même moment, Kandinsky invente l'abstraction lyrique en peinture et Elsa Triolet, future compagne de Louis Aragon, participe au mouvement surréaliste.

## Son apostolat
En 1929 , trois ans avant sa conversion, il fonde une communauté spirituelle de travail idéal appelée "novi grad" ; la nouvelle ville en russe. Cette organisation spirituelle communautaire veut être interprofessionnelle rassemblant aussi bien l'enseignant que l'ouvrier, le notable ou le paysan. À la même époque il se rapproche des démocrates chrétiens inspirés par la doctrine du philosophe catholique Emmanuel Mounier, fondateur du personnalisme.
Baptisé en 1942 au camp de Compiègne-Royallieu par le prêtre Constantin Zambrzycki, il mène alors une vie ascétique faite de jeûne et prière. En 1940, l'armée allemande envahit la France. Il s'engage en résistance avant d’être arrêté par la Gestapo française parce que d'origine juive et remis aux nazis. Conduit au centre de transit de Compiègne, il est déporté à Auschwitz et gazé à son arrivée le 19 novembre 1942

## Liens connexes
- Russes Blancs
- Marie Skobtsova
- Surréalisme
- Résistance spirituelle au Nazisme
- Quartier du Montparnasse